# Hannah New
Pour les articles homonymes, voir New.
Hannah New, née le 13 mai 1984 à Londres (Angleterre), est une actrice et mannequin britannique.

## Biographie
Hannah New est née à Balham, dans la banlieue sud de Londres. Elle est la troisième fille d'une famille des trois sœurs. Jeune, elle étudie le ballet et plus tard étudie à la National Youth Theatre. À 19 ans, en 2003, elle part vivre trois mois en Bolivie. Elle étudie l'anglais et l'espagnol à l'Université de Leeds. Elle part étudier la finance en Espagne et devient modèle à Barcelone et à Madrid.
En 2011, elle étudie à la Central School of Speech and Drama à Londres.
En 2013, elle interprète le personnage de Rosalinda Fox dans la série espagnole El tiempo entre costuras, diffusée en France sur Netflix sous le titre L'Espionne de Tanger. Elle évoque d'ailleurs cette expérience lors d'une interview en français
Hannah New a joué le rôle de la Reine Oriane, la mère de la princesse Aurore, la Belle au bois dormant, dans le film Maléfique, sorti en France le  mercredi 28 mai 2014.
En 2014, New a joué le rôle principal dans le  thriller Under the Bed, dans lequel une jeune femme essaie de surmonter une récente rupture romantique alors qu'un harceleur l'amène sur les réseaux sociaux et s'installe sous son lit. Ce film devrait sortir en 2017.
Entre 2014 et 2017, elle interprète le rôle d'Eleanor Guthrie, l'un des personnages principaux dans la série Black Sails.
Elle interprète en 2024 le rôle de Lady Tilley Arnold dans la saison 3 de la série La Chronique des Bridgerton.

## Filmographie

### Cinéma
- 2011 : ReVersion : Liv
- 2011 : Super Mario : Louise
- 2011 : Fuga de cerebros 2 : Nancy
- 2014 : Maléfique : la Princesse Oriane, la mère de la Princesse Aurore, la Belle au bois dormant
- 2015 : Under the Bed : Callie Monroe
- 2021 : Edge of the World de Michael Haussman : Elizabeth Crookshank

### Télévision
- 2010 : La Riera : Julie (1 épisode)
- 2010 : El club del chiste : Caitlin (1 épisode)
- 2012 : Shelter : Kathryn Gilchrist
- 2012 : El Barco (1 épisode)
- 2013-2014 : El tiempo entre costuras : Rosalinda Fox (6 épisodes)
- 2017 : The Strain : Louisa
- 2014-2017 Black Sails : Eleanor Guthrie (34 épisodes)
- 2018 : Trust (saison 1) : Victoria
- 2024: La Chronique des Bridgerton : Lady Tilley Arnold (saison 3)